# Cotesia tegerus
Cotesia tegerus är en stekelart som först beskrevs av Papp 1977.  Cotesia tegerus ingår i släktet Cotesia och familjen bracksteklar. Inga underarter finns listade i Catalogue of Life.